# Tierras bajas del norte de Siberia
Las tierras bajas del norte de Siberia (en ruso: Северо-Сибирская низменность), también conocida como tierras bajas de Taymyr (Таймырская низменность), es una llanura con un relieve relativamente plano que separa las montañas Byrranga de la  península de Taymyr en el norte de la meseta central siberiana en el sur. Al sureste de la cuenca del Oleniok, las tierras bajas se fusionan con las tierras bajas de Yakutia Central.
El territorio de las tierras bajas es una de las Grandes Regiones Rusas. Administrativamente, está en su mayor parte parte del krai de Krasnoyarsk, con una pequeña sección en la República de Sajá (Yakutia). Las principales ciudades son Dudinka, Norilsk y Játanga.

## Geografía
Las tierras bajas del norte de Siberia se encuentran entre los tramos inferiores de los ríos Yeniséi y Oleniok en el krai de Krasnoyarsk y Yakutia. Tiene 1.400 km de largo y hasta 600 km de ancho. Esta llanura de tierras bajas presenta crestas planas de aproximadamente 200 a 300 m de altura, que se elevan sobre degradaciones amplias y muy inundadas con una gran cantidad de lagos termokarst.
Los ríos Piasina, Taimir, Jeta y Kotuy fluyen sobre las tierras bajas del norte de Siberia, así como más al este, Játanga, Popigai, Bur, Anabar y Uele. Hay muchos lagos en las tierras bajas del norte de Siberia, siendo el más grande el lago Taimir.
Las tierras bajas del norte de Siberia tienen depósitos de petróleo, gas natural y carbón.

## Geología
Las tierras bajas del norte de Siberia están formadas por depósitos marinos y están cubiertas de hielo, sobre los que subyacen areniscas y argilitas. El permafrost es un fenómeno común en esta área.

## Clima y flora
El clima es continental subártico con inviernos fríos largos (7 a 8 meses) y veranos cortos y frescos. La temperatura promedio en enero es de -30 grados Celsius en el oeste y hasta -35-37  °C en el este. La temperatura en julio es de alrededor de 6-10 °C. La capa de nieve permanece durante aproximadamente 265 días. La precipitación es de 250-300 mm por año.
El bosque disperso en el oeste se compone principalmente de alerce siberiano. Las partes orientales de las tierras bajas están cubiertas de alerce de Gmelin. La tundra de líquenes domina las partes del norte de las tierras bajas, mientras que las partes del sur están llenas de vegetación arbustiva.